# Engländer Tibor
Engländer Tibor (Tokaj, 1932. július 2. – 2012. május 22.) a leíró döntéselmélet magyarországi megalapítója, a szervezetpszichológiai kutatások hazai elindítója, a munka- és szervezetpszichológia egyik első és legjelentősebb hazai képviselője.

## Életút
Engländer Tibor Tokajban született 1932-ben középosztálybeli zsidó család egyetlen gyermekeként. Szüleivel már gyermekként Budapestre költöztek, a nagyszülők, rokonok vidéken maradtak. Az 1944-es német megszállás is itt érte őket, édesapján és édesanyján kívül a Tokajban maradt teljes rokonságát elhurcolták, erről Ő ezekkel a szavakkal beszélt - "A korombeli tizenkét év körüli egykori iskolatársaimat gázkamrákban ölték meg, azóta is kínoz a bűntudat, hogy milyen jogon lettem kivétel". A túlélés ténye súlyos kötelezettségeket jelentett számára, ami az egész életét és munkásságát is alapvetően meghatározta.
A középiskolát Budapesten végezte, majd a felsőfokú tanulmányait az Idegen Nyelvek Főiskoláján kezdte meg. A főiskolai tanulmányait az 1953-as letartóztatása, majd bebörtönzése szakította meg. Koholt vádak alapján első fokon négy, másodfokon két évre ítélték a baloldali ifjúsági cionista mozgalomban való részvétele miatt – ekkor nem volt még tagja a szervezetnek, pusztán Izrael földrajzát oktatta egy belvárosi zsidó középiskolában. Ebből a két évből egyet börtönben, egyet pedig munkatáborban kellett töltenie. Ám szabadulása után sem folytathatta a tanulmányait, munkába kellett állnia.
A pszichológiai kutatómunkája mellett a nyolcvanas években klubot szervezett a Bethlen téri zsinagógában, ahol a zsidó történelmet, hagyományt tanította. 1989-ben újjászervezte a Magyarországi Cionista Szövetséget, melynek első elnöke volt, több mint tíz éven át, illetve a mozgalom emblematikus alakja volt, sorsát haláláig figyelemmel kísérte.
2012-ben, néhány héttel nyolcvanadik születésnapja előtt halt meg.

## Munkássága
Pszichológiai tanulmányait 1960-64 között végezte, majd pályakezdőként munkapszichológusként az Egyesült Izzó laboratóriumi vezetőjeként kezdte. 1972-ben lett az MTA Pszichológiai Kutatóintézetének munkatársa. Később a döntéspszichológiai osztály vezetője, majd az intézet tudományos igazgatóhelyettese. A pszichológiai tudomány kandidátusa címet 1977-ben szerezte meg, disszertációjának címe „Valószínűségi konfigurációk szerepe a döntés előkészítésében”. 1999-ben habilitált a Pécsi Tudományegyetemen. Ugyanitt oktatói feladatokat is ellátott, általános lélektant és pszichometriát oktatott.
Szakterülete az általános és szociálpszichológia, Ő indítja el az „Üzemi szociálpszichológia” kurzust az egyetemen.
Önálló kutatási területe a vezetői hatékonyság, illetve annak pszichológiai hatótényezőinek feltárása volt, amelyet a Budapesti Műszaki Egyetem ipari üzemgazdaságtan tanszékén folytatott. A kutatásai Fiedler kontingencia modelljére támaszkodnak, amely a vezetési stílus és a vezetési helyzet jó összeillését tekinti a vezetői hatékonyság legfőbb meghatározójának. A kutatás eredményeit az 1975-ben megjelenő „Vezetői alkalmasság, vezetési készség” című kötetében közölte.
A vezetéslélektani kutatások irányították a figyelmét a döntéselméletek felé. Az MTA munkatársaként kutatómunkát folytatott a valószínűségi ítéletalkotás, a kockázatpercepció és az információgyűjtés területén és kiemelkedő eredményeket ért el. Ezeket az eredményeket az 1999-ben az Akadémia Kiadónál megjelenő művében foglalta össze „Viaskodás a bizonytalannal: A valószínűségi ítéletalkotás egyes pszichológiai problémái” címmel. Olyan fogalmak kapcsolódnak a nevéhez, mint a perspektívahatás, sorozatok egyenletességének hatása, proporcionáltságbefolyás. Leírta a valószínűségi ítéletalkotás kettős folyamatának formuláját, különbséget tett a gondolkodási és a becslési folyamatok között, ezek nemzetközileg is jelentős és újszerű eredmények voltak. Paranoid személyek vizsgálatával jutott erre az eredményre, így ez a paranoid kórképek értelmezéséhez is egy új szempontot adott.